# Quattro Giorni di Dunkerque 2025
La Quattro Giorni di Dunkerque 2025, sessantanovesima edizione della corsa, valevole come ventiquattresima prova dell'UCI ProSeries 2025 categoria 2.Pro, si svolse in 5 tappe dal 14 al 18 maggio 2025, su un percorso totale di 865,2 km con partenza da Sainte-Catherine ed arrivo a Dunkerque, nella regione dell'Alta Francia, in Francia. La vittoria fu appannaggio del britannico Samuel Watson, il quale completò il percorso in 19h30'05", precedendo il connazionale Lewis Askey e lo spagnolo Carlos Canal.

## Tappe
| Tappa  | Data      | Percorso                            | km    | Vincitore di tappa | Leader cl. generale |
| ------ | --------- | ----------------------------------- | ----- | ------------------ | ------------------- |
| 1ª     | 14 maggio | Sainte-Catherine > Amiens           | 177,3 | Axel Zingle        | Axel Zingle         |
| 2ª     | 15 maggio | Avesnes-sur-Helpe > Crépy-en-Valois | 178,7 | Lewis Askey        | Axel Zingle         |
| 3ª     | 16 maggio | Valenciennes > Famars               | 154,2 | Pierre Gautherat   | Axel Zingle         |
| 4ª     | 17 maggio | La Chapelle-d'Armentières > Cassel  | 172,7 | Samuel Watson      | Samuel Watson       |
| 5ª     | 18 maggio | Wormhout > Dunkerque                | 182,3 | Jake Stewart       | Samuel Watson       |
| Totale | Totale    | Totale                              | 865,2 |                    |                     |

## Squadre e ciclisti partecipanti
| N.      | Cod. | Squadra                    |
| ------- | ---- | -------------------------- |
| 1-7     | DAT  | Decathlon AG2R La Mondial. |
| 11-17   | ARK  | Arkéa-B&B Hotels           |
| 21-27   | XAT  | XDS Astana Team            |
| 31-37   | COF  | Cofidis                    |
| 41-47   | GFC  | Groupama-FDJ               |
| 51-57   | TPP  | Team Picnic PostNL         |
| 61-67   | IGD  | Ineos Grenadiers           |
| 71-77   | SOQ  | Soudal Quick-Step          |
| 81-87   | MOV  | Movistar Team              |
| 91-97   | TVL  | Team Visma-Lease a Bike    |
| 101-107 | CJR  | Caja Rural-Seguros RGA     |
| 111-117 | RKT  | Unibet Tietema Rockets     |

| N.      | Cod. | Squadra                    |
| ------- | ---- | -------------------------- |
| 121-127 | TEN  | TotalEnergies              |
| 131-137 | TUD  | Tudor Pro Cycling Team     |
| 141-147 | UXM  | Uno-X Mobility             |
| 151-157 | LOT  | Lotto                      |
| 161-167 | IPT  | Israel-Premier Tech        |
| 171-177 | WB2  | Wagner Bazin WB            |
| 181-187 | EUS  | Euskaltel-Euskadi          |
| 191-197 | VRR  | Van Rysel-Roubaix          |
| 201-207 | UCN  | CIC-U-Nantes               |
| 211-217 | NMC  | Nice Métropole Côte d'Azur |
| 221-227 | AUB  | St Michel-Pr.Home-Auber93  |

## Dettagli delle tappe

### 1ª tappa
- 14 maggio: Sainte-Catherine > Amiens – 177,3 km

Risultati
| Pos. | Corridore            | Squadra | Tempo    |
| ---- | -------------------- | ------- | -------- |
| 1    | Axel Zingle          | Visma   | 3h51'10" |
| 2    | Tobias Lund Andresen | Picnic  | s.t.     |
| 3    | Stian Fredheim       | Uno     | s.t.     |

| Pos. | Corridore          | Squadra | Tempo    |
| ---- | ------------------ | ------- | -------- |
| 1    | Axel Zingle        | Visma   | 3h51'00" |
| 2    | Ben Swift          | Ineos   | a 2"     |
| 3    | Per Strand Hagenes | Visma   | a 3"     |

### 2ª tappa
- 15 maggio: Avesnes-sur-Helpe > Crépy-en-Valois – 178,7 km

Risultati
| Pos. | Corridore              | Squadra  | Tempo    |
| ---- | ---------------------- | -------- | -------- |
| 1    | Lewis Askey            | Groupama | 3h51'36" |
| 2    | Sakarias Koller Løland | Uno      | s.t.     |
| 3    | Samuel Watson          | Ineos    | s.t.     |

| Pos. | Corridore   | Squadra  | Tempo    |
| ---- | ----------- | -------- | -------- |
| 1    | Axel Zingle | Visma    | 7h42'36" |
| 2    | Lewis Askey | Groupama | s.t.     |
| 3    | Ben Swift   | Ineos    | a 2"     |

### 3ª tappa
- 16 maggio: Valenciennes > Famars – 154,2 km

Risultati
| Pos. | Corridore        | Squadra   | Tempo    |
| ---- | ---------------- | --------- | -------- |
| 1    | Pierre Gautherat | Decathlon | 3h22'35" |
| 2    | Jake Stewart     | Israel    | s.t.     |
| 3    | Axel Zingle      | Visma     | s.t.     |

| Pos. | Corridore        | Squadra   | Tempo     |
| ---- | ---------------- | --------- | --------- |
| 1    | Axel Zingle      | Visma     | 11h05'07" |
| 2    | Pierre Gautherat | Decathlon | a 4"      |
| 3    | Lewis Askey      | Groupama  | s.t.      |

### 4ª tappa
- 17 maggio: La Chapelle-d'Armentières > Cassel – 172,7 km

Risultati
| Pos. | Corridore     | Squadra  | Tempo    |
| ---- | ------------- | -------- | -------- |
| 1    | Samuel Watson | Ineos    | 4h17'01" |
| 2    | Carlos Canal  | Movistar | s.t.     |
| 3    | Lewis Askey   | Groupama | a 3"     |

| Pos. | Corridore     | Squadra  | Tempo     |
| ---- | ------------- | -------- | --------- |
| 1    | Samuel Watson | Ineos    | 15h22'08" |
| 2    | Lewis Askey   | Groupama | a 3"      |
| 3    | Carlos Canal  | Movistar | a 8"      |

### 5ª tappa
- 18 maggio: Wormhout > Dunkerque – 182,3 km

Risultati
| Pos. | Corridore       | Squadra  | Tempo    |
| ---- | --------------- | -------- | -------- |
| 1    | Jake Stewart    | Israel   | 4h07'57" |
| 2    | Alberto Dainese | Tudor    | s.t.     |
| 3    | Thibaud Gruel   | Groupama | s.t.     |

| Pos. | Corridore     | Squadra  | Tempo     |
| ---- | ------------- | -------- | --------- |
| 1    | Samuel Watson | Ineos    | 19h30'05" |
| 2    | Lewis Askey   | Groupama | a 4"      |
| 3    | Carlos Canal  | Movistar | a 11"     |

## Evoluzione delle classifiche
| Tappa              | Vincitore          | Classifica generale Maglia rosa | Classifica a punti Maglia verde | Classifica scalatori Maglia a pois | Classifica giovani Maglia bianca | Classifica a squadre |
| ------------------ | ------------------ | ------------------------------- | ------------------------------- | ---------------------------------- | -------------------------------- | -------------------- |
| 1ª                 | Axel Zingle        | Axel Zingle                     | Axel Zingle                     | Danny van der Tuuk                 | Per Strand Hagenes               | Lotto                |
| 2ª                 | Lewis Askey        | Axel Zingle                     | Axel Zingle                     | Kenny Molly                        | Lewis Askey                      | Lotto                |
| 3ª                 | Pierre Gautherat   | Axel Zingle                     | Axel Zingle                     | Kenny Molly                        | Pierre Gautherat                 | Lotto                |
| 4ª                 | Samuel Watson      | Samuel Watson                   | Lewis Askey                     | Paul Hennequin                     | Samuel Watson                    | Cofidis              |
| 5ª                 | Jake Stewart       | Samuel Watson                   | Tobias Lund Andresen            | Paul Hennequin                     | Samuel Watson                    | Cofidis              |
| Classifiche finali | Classifiche finali | Samuel Watson                   | Tobias Lund Andresen            | Paul Hennequin                     | Samuel Watson                    | Cofidis              |

Maglie indossate da altri ciclisti in caso di due o più maglie vinte
- Nella 2ª e 3ª tappa Tobias Lund Andresen ha indossato la maglia verde al posto di Axel Zingle.
- Nella 4ª tappa Lewis Askey ha indossato la maglia verde al posto di Axel Zingle.
- Nella 5ª tappa Carlos Canal ha indossato la maglia bianca al posto di Samuel Watson.

## Classifiche finali

### Classifica generale - Maglia rosa
| Pos. | Corridore            | Squadra       | Tempo     |
| ---- | -------------------- | ------------- | --------- |
| 1    | Samuel Watson        | Ineos         | 19h30'05" |
| 2    | Lewis Askey          | Groupama      | a 4"      |
| 3    | Carlos Canal         | Movistar      | a 11"     |
| 4    | Tobias Lund Andresen | Picnic        | a 12"     |
| 5    | Per Strand Hagenes   | Visma         | a 16"     |
| 6    | Thibaud Gruel        | Groupama      | a 18"     |
| 7    | Alexandre Delettre   | TotalEnergies | a 22"     |
| 8    | Benjamin Thomas      | Cofidis       | a 23"     |
| 9    | Victor Langellotti   | Ineos         | s.t.      |
| 10   | Nans Peters          | Decathlon     | s.t.      |

### Classifica a punti - Maglia verde
| Pos. | Corridore            | Squadra  | Punti |
| ---- | -------------------- | -------- | ----- |
| 1    | Tobias Lund Andresen | Picnic   | 33    |
| 2    | Lewis Askey          | Groupama | 32    |
| 3    | Jake Stewart         | Israel   | 29    |
| 4    | Samuel Watson        | Ineos    | 27    |
| 5    | Alberto Dainese      | Tudor    | 22    |

### Classifica scalatori - Maglia a pois
| Pos. | Corridore       | Squadra   | Punti |
| ---- | --------------- | --------- | ----- |
| 1    | Paul Hennequin  | Euskaltel | 19    |
| 2    | Kenny Molly     | Van Rysel | 15    |
| 3    | Tom Portsmouth  | Wagner    | 13    |
| 4    | Gil Gelders     | Soudal    | 9     |
| 5    | Luca De Meester | Wagner    | 9     |

### Classifica giovani - Maglia bianca
| Pos. | Corridore            | Squadra  | Tempo     |
| ---- | -------------------- | -------- | --------- |
| 1    | Samuel Watson        | Ineos    | 19h30'05" |
| 2    | Lewis Askey          | Groupama | a 4"      |
| 3    | Carlos Canal         | Movistar | a 11"     |
| 4    | Tobias Lund Andresen | Picnic   | a 12"     |
| 5    | Per Strand Hagenes   | Visma    | a 16"     |

### Classifica a squadre
| Pos. | Squadra           | Tempo     |
| ---- | ----------------- | --------- |
| 1    | Cofidis           | 58h31'51" |
| 2    | TotalEnergies     | a 1"      |
| 3    | Ineos Grenadiers  | a 16"     |
| 4    | Soudal Quick-Step | a 30"     |
| 5    | Lotto             | a 5'02"   |